# Xã Mathias, Michigan
Xã Mathias (tiếng Anh: Mathias Township) là một xã thuộc quận Alger, tiểu bang Michigan, Hoa Kỳ. Năm 2010, dân số của xã này là 554 người.